# Мосгаз
Акционерное общество «Мосгаз» — российская газовая компания, занимающаяся газоснабжением потребителей в городе Москве.

## История
Трест «Мосгаз» был создан в 1939 году решением Мосгорисполкома с целью координации работы газовых хозяйств.
В 1965 году награждён орденом Трудового Красного Знамени.
В 1993 году трест был преобразован в ГП «Мосгаз».
В 2012 году ГП было преобразовано в акционерное общество.

## Деятельность
На май 2020 года эксплуатирует более 7 500 км газовых сетей. Из 23 млрд м³ природного газа транспортируемого АО «Мосгаз» 86% приходится на объекты тепло- и электрогенерации ПАО «Мосэнерго» и ПАО «МОЭК», 11% — на промышленные и коммунально-бытовые предприятия, 3% — на 1 818 373 квартир.

## В культуре
В 2012 году вышел 10-серийный детективный телесериал «Мосгаз» о советском серийном убийце Владимире Ионесяне, который имел прозвище «Мосгаз», т.к. для проникновения в квартиры с целью совершения убийства представлялся работником этого треста.